# S Antliae
S Antliae är en förmörkelsevariabel av W Ursae Majoris-typ (EC) i stjärnbilden Luftpumpen. 
S Antliae varierar mellan visuell magnitud +6,27 och 6,83 med en period av 0,6483489 dygn eller 15,56037 timmar.